# جنون جین

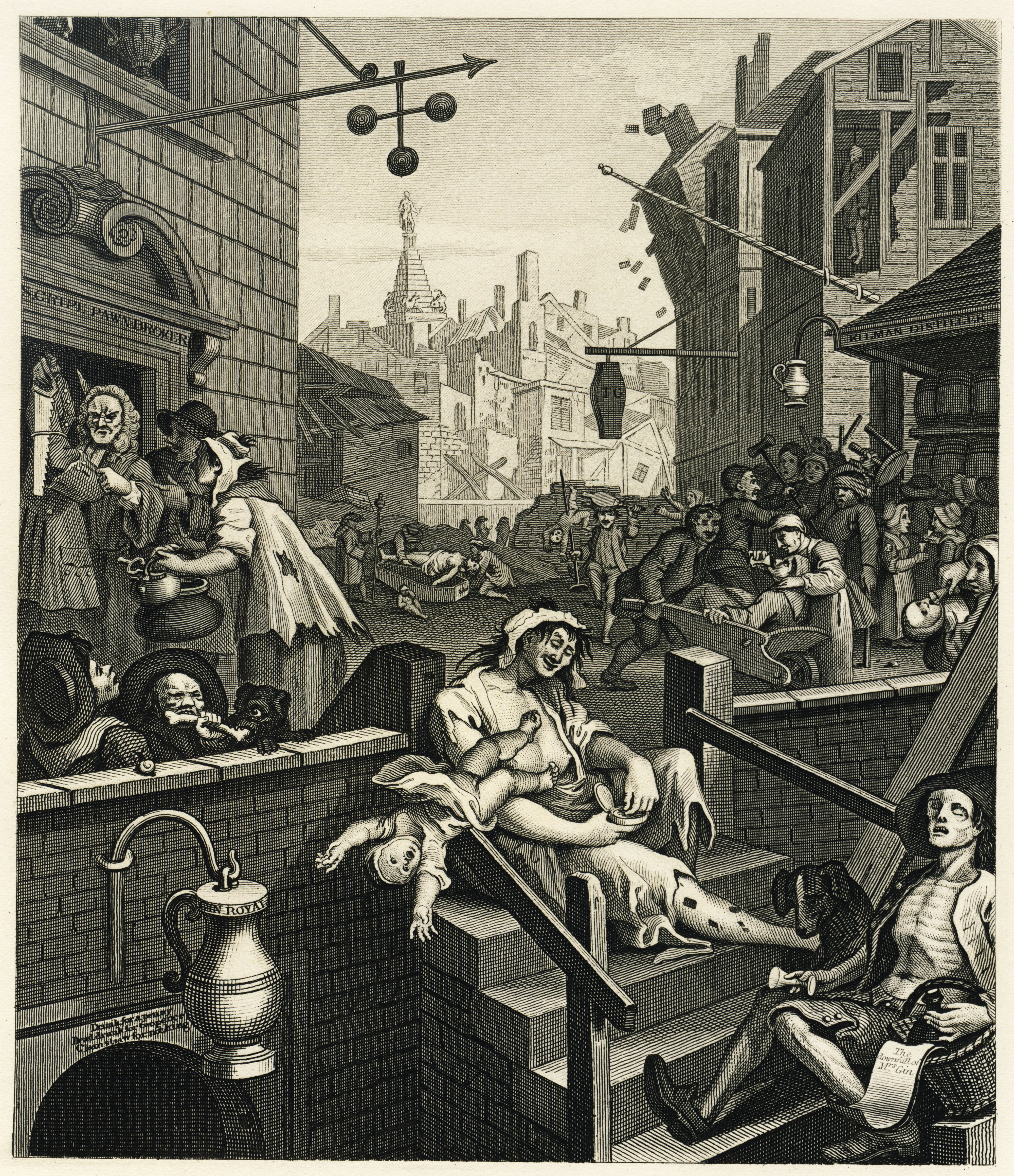
«جین لین» اثر ویلیام هوگارث، ۱۷۵۱؛ این اثر چیزی را به تصویر می‌کشد که در آن زمان موردی مانند «بحران مواد مخدر» تلقی می‌شد.

جنون جین (انگلیسی: Gin Craze) دوره‌ای در نیمهٔ نخست سدهٔ هجدهم میلادی بود که طی آن، مصرف نوشیدنی جین در بریتانیا، به‌ویژه در لندن، به‌سرعت افزایش یافت. دنیل دفو، نویسندهٔ انگلیسی، در آن زمان نوشت: «تولیدکنندگان مشروبات، راهی یافته‌اند که مزاج فقرا را با ترکیب‌های تازه‌ای از نوشیدنی به نام جنوا (Geneva) خوش بیایند؛ طوری‌که مردم عادی دیگر برندی فرانسوی را نه مثل سابق گرامی می‌دارند و نه حتی خواهان آن هستند».
پارلمان بریتانیا برای مهار این وضعیت، پنج قانون عمده را در سال‌های ۱۷۲۹، ۱۷۳۶، ۱۷۴۳، ۱۷۴۷ و ۱۷۵۱ به تصویب رساند. با وجود اینکه نوشیدنی‌های الکلی مختلفی در همهٔ سطوح جامعه مصرف می‌شدند، جین بیش از سایرین نگرانی عمومی را برانگیخت. هرچند اغلب تصور می‌شود که تنها جین یا جنوا نوشیدنی رایج آن دوره بوده است، اما واژهٔ «جین» در آن زمان به‌طور کلی برای همهٔ نوشیدنی‌های الکلی تقطیرشده از غلات به کار می‌رفت.

## افزایش مصرف جین
رواج جین در انگلستان پس از به سلطنت رسیدن ویلیام اورانژ در سال ۱۶۸۸ آغاز شد. در آن دوره، جین جایگزینی برای برندی فرانسوی به‌شمار می‌رفت، آن‌هم در دوره‌ای از کشمکش سیاسی و مذهبی میان بریتانیا و فرانسه. بین سال‌های ۱۶۸۹ تا ۱۶۹۷، دولت بریتانیا قوانینی برای محدود کردن واردات برندی و تشویق تولید داخلی جین وضع کرد. مهم‌ترین گام در این زمینه، شکستن انحصار صنف تقطیرکنندگان لندن در سال ۱۶۹۰ بود؛ اقدامی که راه را برای تولید گسترده‌تر جین هموار کرد.
در آن زمان، تولید جین انگلیسی، که در میان سیاستمداران و حتی ملکه آن نیز محبوب بود، از حمایت دولت برخوردار شد. این حمایت در کاهش مالیات بر تقطیر مشروبات نمایان بود. برای تولید جین نیازی به مجوز نبود و تولیدکنندگان می‌توانستند در کارگاه‌های کوچک و ساده‌ای کار کنند، برخلاف آبجوسازان که ملزم بودند در کنار فروش نوشیدنی، خدمات خوراک و اقامت هم ارائه دهند.
سیاست‌های حمایت‌گرایانهٔ اقتصادی یکی از عوامل اصلی آغاز دورهٔ جنون جین بود. با کاهش قیمت غذا و افزایش درآمدها، مردم امکان یافتند که بخشی از پول خود را صرف نوشیدنی‌های الکلی کنند. تا سال ۱۷۲۱، قضات میدلسکس هشدار می‌دادند که جین «عامل اصلی همهٔ فسادها و بی‌بندوباری‌ها در میان مردم فرودست است».
در سال ۱۷۳۶، همان قضات در گزارشی نوشتند:
> «با نهایت تأسف، کمیتهٔ شما شاهد گرایش شدید اقشار فرودست به این نوشیدنی‌های ویرانگر است، و اینکه چگونه این بیماری اجتماعی طی چند سال گذشته با شگفتی فراگیر شده است … به‌ندرت می‌توان کسی از طبقهٔ پایین را یافت که بتواند جایی برود یا جایی باشد، بی‌آنکه به چشیدن این نوشیدنی خطرناک وسوسه شود، و به‌تدریج آن را بپسندد و بدان گرایش پیدا کند.»

## قانون جین ۱۷۳۶
دولت بریتانیا در قانون جین ۱۷۳۶ تلاش کرد با وضع مالیات سنگین و مجوزهای گران‌قیمت، فروش جین را محدود کند، اما این اقدام به افزایش تولید غیرقانونی، خشونت و مسمومیت‌های گسترده انجامید و در ۱۷۴۳ عملاً لغو شد. قانون جین ۱۷۵۱ با هدف ساماندهی بازار، هزینه مجوز را کاهش داد اما فروش جین را به فروشندگان «قابل‌اعتماد» محدود کرد؛ با این حال، کاهش مصرف جین بیش‌تر به دلیل افزایش بهای غلات و شرایط اقتصادی بود تا قوانین دولتی. دورهٔ جنون جین تا حدود سال ۱۷۵۷ پایان یافت، اما در عصر ویکتوریا مصرف جین بار دیگر افزایش یافت و مکان‌هایی به نام «کاخ‌های جین» در لندن رونق گرفتند.